# 72-га окрема механізована бригада (Україна)
72 окрема механізована бригада імені Чорних Запорожців (72 ОМБр, в/ч А2167, пп В0849) — військове формування механізованих військ Збройних сил України. Розміщується у місті Біла Церква Київської області.
У 2002 році 72 механізована дивізія була переформована на 72 окрему механізовану бригаду.
З 2014 року бригада брала участь у війні на сході України у складі сил Антитерористичної операції. Підрозділи бригади влітку 2014 року вели важкі бої на російсько-українському кордоні, у Приазов'ї, а взимку 2016 — під Авдіївкою у промзоні.
У 2022 році, на початку російського вторгнення, бригада обороняла столицю Київ, беручи участь у боях за Мощун. З літа 2022 бригада веде бої на Донбасі.
Бригада має почесну назву — на честь Чорних запорожців — військового формування часів УНР.

## Історія
У 1992 році 72 гвардійська мотострілецька дивізія перейшла під юрисдикцію України та увійшла до складу Збройних сил України. З'єднання отримало назву — 72-а механізована дивізія. На той момент підрозділи дивізії розташовувались в трьох постійних місцях дислокації на території різних областей: Київської (м. Біла Церква), Чернігівської (смт. Гончарівське) та Черкаської (м. Сміла). Оскільки Київський військовий округ розформовувався, дивізія в складі 1-ї армії перейшла до Одеського військового округу. З 1993 року до 1996 року перебувала в складі 1-го армійського корпусу, утвореного на базі управління і штабу армії. Разом з 25-ю механізованою дивізією складали основне бойове ядро з'єднання, хоч обидві були скороченого складу.
Після переформування 1-го армійського корпусу в Північне оперативно-територіальне командування дивізія залишилася в його складі, опинившись у підпорядкуванні 8-го армійського корпусу. Змін зазнав склад дивізії. Танковий полк був виведений з дивізії і розгорнутий у 1 окрему танкову бригаду, а один з мотострілецьких полків переформований в танковий батальйон.
На підставі Указу Президента України від 30 жовтня 2000 року № 1173 з'єднанню повернули почесне найменування та державну нагороду.
У 2001 році у військовому параді на честь 10-річчя незалежності України взяв участь парадний розрахунок 224-го механізованого полку.
У 2002 році, в межах загальновійськової реформи, дивізію переформовано на бригаду.

### Війна на сході України

#### Приазов'я
Бойовий шлях з'єднання розпочався 8 березня 2014 року, коли військову частину підняли по тривозі. Вже наприкінці березня окремі підрозділи утримували оборону навколо Маріуполя та Волновахи на Донеччині (Приазов'я). Перший механізований батальйон під командуванням Івана Войтенка утримував Маріупольський аеропорт. У травні частково закинутий і тільки-но відвойований Донецький аеропорт. У аеропорту рота Богдана Барди утримувала оборону понад 70 днів, а частково зайшов на охорону 248-кілометрової прикордонної зони від Амвросіївки до Ізвариного.[джерело?]
Третій механізований батальйон під командуванням Михайла Драпатого з березня до травня 2014 року тримав оборону довкола Волновахи.[джерело?]
2-й механізований батальйон згодом перебував поблизу Амвросіївки.

#### Атака біля Зеленопілля
Вночі 11 липня 2014 року українські сили, що складалися з підрозділів 72 ОМБр, 24 ОМБр та 79 ОАеМБр у ході висунення на кордон з РФ для посилення Південного армійського угруповання, потрапили під обстріл з реактивних установок БМ-21 «Град» російськими регулярними збройними силами біля с. Зеленопілля, що знаходиться у 17 км на південний схід від м. Свердловська (нині Ровеньки, Довжанський район Луганської області). Підрозділи 72-ї бригади не зазнали втрат убитими, проте українські сили загалом втратили щонайменше 36 осіб загиблими.
16 липня підрозділи були атаковані з реактивних установок «Град» з території РФ (з-під Гуково),[відсутнє в джерелі] військові знаходилися того дня під Свердловськом, в Вознесенівці (Червонопартизанськ).[джерело?]

#### Бої під Ізвариним
З 12 липня 2014 року підрозділи 72-ї окремої механізованої бригади, 1-й та 2-й батальйон, перебували в оточенні проросійських сил біля пункту пропуску Ізварине, Свердловська, Червонопартизанська у Луганській області. Вони не отримували підкріплення, постійно зазнавали обстрілів і мали значні втрати. Разом з ними в оточенні перебували військові 24-ї механізованої та 79-ї аеромобільної бригад, які в свою чергу зазнали значних втрат після обстрілу біля Зеленопілля 11 липня 2014 року.
30 липня після взяття під контроль висоти Савур-Могила на Донеччині українським силам вдалося розблокувати військових 72-ї механізованої та 79-ї аеромобільної бригад, які довгий час перебували в оточенні між російським кордоном і проросійськими бойовиками.
3 серпня після двотижневої перерви обстріли українських підрозділів під Ізварино раптово посилилися. Ворог в ультимативній формі запропонував здатися, вийти на територію РФ разом з технікою і боєкомплектом, що залишився — або загинути під шквальним вогнем російської артилерії. Комбати першого і другого батальйонів Іван Войтенко та Михайло Драпатий прийняли непросте рішення: розділитися і виходити двома шляхами, через Росію та йдучи на прорив по 50-кілометровому коридору крізь перехресний вогонь з окупованої території та РФ.
У ніч з 3 на 4 серпня частина 1-го батальйону 72-ї бригади під командуванням комбата капітана Івана Войтенка і начштабу Олександра Охріменка, підірвавши залишки бойової техніки та знищивши свою зброю, разом із підрозділом прикордонників змушено відійшла з території України на територію Російської Федерації в районі м. Гуково. РНБО спершу повідомляла, що кордон перейшли 171 вояків бригади і 140 прикордонників (всього 311), а прикордонна служба ФСБ РФ повідомляла про 274 військовиків і 164 українських прикордонників (всього 438). Наступного дня, 5 серпня, українські військові, після того як із ними вийшли на контакт через СММ ОБСЄ, повернулися гуманітарним коридором на територію України, прес-служба АТО повідомила вже про 195 військовослужбовців. Під час повернення проросійські сили обстріляли колону беззбройних військовослужбовців 72 бригади.

7 серпня пресцентр АТО повідомив, що 72 військовослужбовці 72-ї бригади повернулись на територію України з території Російської Федерації:

| Тих, хто залишився представники російських спецслужб змушують давати брехливі свідчення про те, що вони нібито обстрілювали територію Росії. |
| |

У ту ж ніч, з 3 на 4 серпня, комбат 2-го механізованого батальйону Михайло Драпатий повів своїх 260 бійців на 31 бронемашині на прорив. Вранці 4 серпня колона дісталася Зеленопілля, де розташовувалась 79 ОМБр та 24 ОМБр. Разом з ними в ніч з 6 на 7 серпня бійці 72 ОМБр здійснили другий, вирішальний етап свого прориву, вийшовши з так званого «Ізваринського котла» в повному складі, не втративши жодного військового.
10 серпня міністр оборони України генерал-полковник Валерій Гелетей повідомив, що 72 окрему гвардійську механізовану бригаду відведено на безпечні рубежі на доукомплектування:

| Вони виснажені, але незломлені, справжні герої – вони втримували державний кордон, відтягли на себе чималі сили терористів, стримували колони бронетехніки кремлівських найманців та забезпечили таким чином умови для наступальної операції Збройних Сил України на інших напрямках. Як один результатів операції – взяття стратегічних висот, які дозволяють нам сьогодні контролювати даний сектор. Особливо хотів би відзначити командира одного з батальйонів бригади майора Михайла Драпатого та начальника штабу бригади підполковника Івана Гараза, які разом зі своїми бійцями попри все тримали оборону під ударами російської реактивної артилерії. |
| |

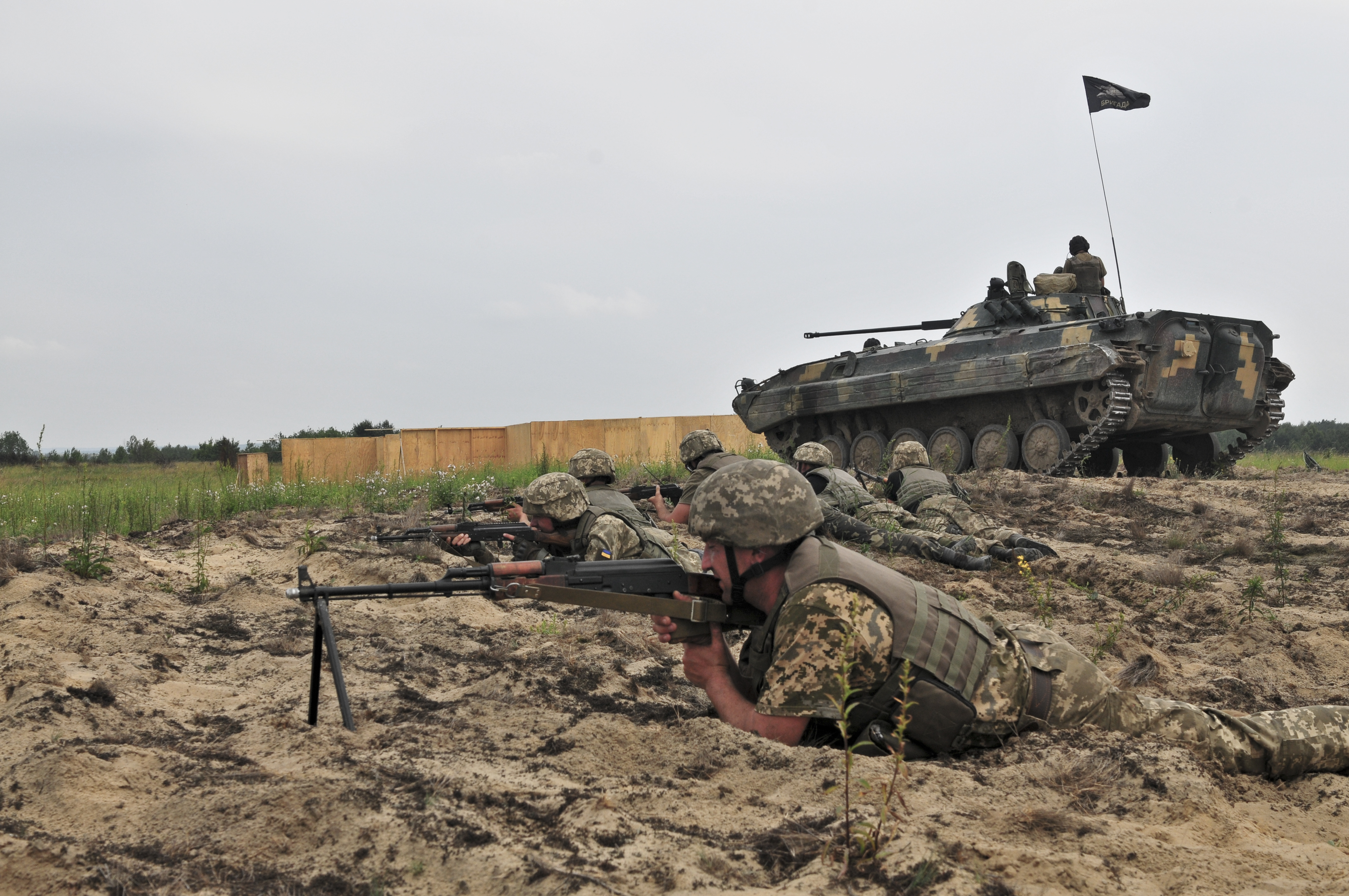
Бійці 1-го батальйону 72-ї бригади на полігоні в Яворові. 2016 р.

Протягом місяця, після виведення частини із зони АТО, бригаду доукомплектували особовим складом і бойовою технікою. Військовослужбовці мали можливість відпочити, зустрітися з рідними. А всі підрозділи окремої механізованої бригади були повністю укомплектовані справною технікою, поповнено запаси боєприпасів та матеріально-технічних засобів.
Через вторгнення регулярних військ, кілька підрозділів 72 ОМБр мусили спішно повертатися на передову. Так, новостворений 3 МБ, власним ходом повернувшись з Мелітополя під Волноваху, 28 серпня брав участь у визволенні двох рот Нацгвардії з «Іловайського котла» поблизу Старобешева, Комсомольська, та забезпечував охорону поранених військових і медперсоналу, яких спішно вивозили зі Старобешівського шпиталю. На початку вересня 3 механізований батальйон під командуванням майора Валерія Гудзя зупинив спробу танкового прориву ворога під Стилою та Петровським, зайнявши оборону в довколишніх степах, яку утримує до цього часу.
Наприкінці вересня остання батальйонна тактична група 72 ОМБр вирушила у район виконання завдань. Таким чином бригада після відновлення боєздатності знову повернулася до зони антитерористичної операції. З осені 2014 року підрозділи бригади несли службу у Волноваському районі Донецької області.
29 жовтня 2014 року з полону проросійських сил після важких перемовин вдалося звільнити пораненого та прооперованого солдата 72-ї бригади Дятла Сергія Віталійовича, повідомив «Центр звільнення полонених».

#### Авдіївка
Наприкінці жовтня 2016 року підрозділи бригади заступили на позиції в районі промзони Авдіївки та Верхньоторецького.
29 січня — 3 лютого 2017 року бригада вела важкі бої в районі промислової зони Авдіївки. Бійцям бригади вдалося вибити проросійські формування з позиції Алмаз у сірій зоні. У бою загинув капітан Андрій Кизило. Він посмертно удостоєний звання Героя України. Орденом Богдана Хмельницького 3 ступеня нагороджені 6 бійців, один з яких посмертно. Орденом «За мужність» 3 ступеня нагороджені 15 бійців, 7 з яких посмертно. Позицію Алмаз перейменували в честь капітана Андрія Кизила, вона носить його псевдо — Орел.
29 червня 2017 з позицій Орел опубліковано репортаж з фото, на одній зі світлин знято пам'ятний камінь на честь Андрія.
29—30 червня загострилась ситуація поблизу села Кам'янка (Ясинуватський район). Російсько-терористичні підрозділи зайняли «сіру зону» за 600 м від села й почали облаштовувати там свої позиції під вогневим прикриттям з боку Крутої Балки, Ясинуватої та Василівки, з використанням танків, артилерії та мінометів. Під вогнем опинилися й мирні мешканці Кам'янки. У 72-й бригаді вирішили, що ці зухвалі дії противника можуть завдати шкоди репутації бригади й наражають на небезпеку мирних мешканців. Підрозділи 72 ОМБр із дотриманням Мінських домовленостей змусили шкідників відступити на попередні позиції. За оцінками 72 бригади, втрати противника становили: 13 вбитих, понад 30 поранених, знищені БМП і танк.
На початку листопада 2017 року 72 бригада імені Чорних Запорожців повернулась із зони проведення АТО на постійне місце дислокації. 5 листопада оборонців Авдіївки зустрічали у Білій Церкві.

### Російське повномасштабне вторгнення (2022)
Російський напад 24 лютого 2022 року почався, коли бригада перебувала у місці дислокації — у Білій Церкві. Спочатку вона вирушила в район Волновахи, але через загрозу для Києва частини бригади повернулися на захист столиці. Брала участь у боях за Мощун.
В серпні 2022 року бригада зайняла оборону на Вугледарському напрямку.
У листопаді 2022 року бригада тримала оборону на Донеччині, чим дала можливість іншим частинам визволити правобережжя Херсонщини.
1 жовтня 2024 стало відомо, що ворог захопив місто Вугледар і 72 ОМБр довелося виходити з міста з втратами в техніці і людьми. Співвідношення сил у Вугледарі складало 1:9 на користь противника. За словами комбрига Охріменка, бригада тоді перебувала у тактичному оточенні, і здійснювати евакуацію та поповнення боєприпасами стало неможливо, а резерви, які раніше могли підходити, станом на 27-28 вересня вже перебували під вогневим впливом противника.

## Структура

### 2001
- управління, А2167 (в/ч 07224), м. Біла Церква
- 224-й механізований полк
- 229-й механізований полк
- 59-й окремий танковий батальйон, А1857 (в/ч 39270), м. Біла Церква
- 155-й самохідно-артилерійський полк, А1802 (в/ч 16494) м. Сміла
- 1345-й окремий протитанковий артилерійський дивізіон
- 1129-й зенітний ракетний полк, А1232 (в/ч 62114), м. Біла Церква
- 117-й окремий розвідувальний батальйон
- 538-й окремий батальйон зв'язку
- 220-й окремий інженерно-саперний батальйон
- 892-й окремий батальйон тилового забезпечення
- 280-й окремий ремонтно-відновлювальний батальйон
- 23-й окремий батальйон РХБЗ
- 149-й окремий медичний батальйон

### 2015
- управління (штаб)
- 1 механізований батальйон
- 2 механізований батальйон
- 3 механізований батальйон
- 12-й окремий мотопіхотний батальйон
- танковий батальйон
- зенітний ракетно-артилерійський дивізіон (2С6 «Тунгуска»)[34]
- бригадна артилерійська група
  -  батарея управління та артилерійської розвідки
  -  самохідний артилерійський дивізіон
  -  самохідний артилерійський дивізіон
  -  реактивний артилерійський дивізіон
- протитанковий артилерійський дивізіон
- взвод снайперів
- розвідувальна рота
- вузол зв'язку
- група інженерного забезпечення
- рота РХБ захисту
- група матеріально забезпечення
- ремонтно-відновлювальний батальйон
- медична рота
- комендантський взвод

### 2022
- 1-й механізований батальйон (на БМП-2)[35]
- 2-й механізований батальйон (на БМП-2)[35]
- 3-й механізований батальйон (на БМП-2)[35]
- 12-й окремий мотопіхотний батальйон[35]
- 1-й стрілецький батальйон[35]
- 2-й стрілецький батальйон[35]
- 48-й окремий розвідувальний батальйон[36]
- танковий батальйон (Т-64БВ і Т-72БЗ)[35]
- Батальйон безпілотних систем «Булава»[35][37]
- бригадна артилерійська група[35]
  -  1-й артилерійський дивізіон (2С1)[35]
  -  2-й артилерійський дивізіон (2С3 і М109А3GN)[35]
  -  реактивний артилерійський дивізіон (БМ-12)[35]
  -  протитанковиий дивізіон (МТ-12)[35]
- зенітний ракетний артилерійський дивізіон[38] (2С6, Стріла-10, МТ-ЛБ і вантажні автомобілі Урал)[35]
- рота розвідки і вогневої підтримки[35]
- рота зв'язку[35]
- група інженерного забезпечення[39]
  -  інженерно-дорожній взвод[40]
  -  інженерно-саперне відділення[41] (ІМР-2)[35]
- ремонтно-евакуаційний батальйон[35]
- батальйон матеріального технічного забезпечення[35]
- медична рота[42] (МТ-ЛБ-С)[35]
- рота охорони[35]

## Озброєння
Танки:
- Т-64,[43] Т-64БВ[35]
- Т-72Б3 трофейні[44]
- Т-90 трофейні[44]

Бронетехніка:
- БМП-1[45]
- БМП-2[43]
- МТ-ЛБ[35]
- МТ-ЛБ-С[35]
- БРМ-1К
- БТР-80[46]

Артилерія:
- 2С1 «Гвоздика»[35]
- 2С3 «Акація»[35]
- M109 A3GN[47]
- БМ-21 «Град»[35]
- МТ-12 «Рапіра»[35]

Протиповітряна оборона:
- 2С6 «Тунгуска»[35]
- ЗУ-23-2[35]
- С-10 (ймовірно Стріла-10)[38]

Спецтехніка:
- ІМР-2[35]

Автомобілі:
- Toyota Hilux (20 од.)[48]
- "Урал"[35]

Дрони:
- Mavic[35]
- Matrice 30T[35]
- Vampire[35]
- FPV[35]
- Air Canada[35]

Антидронові рушниці:
- Totem[35]

## Командування
Командири
- 1992: генерал-майор Литвинцев Володимир Якович[49]
- 06.1992—04.1994: П'ятибрат Петро Опанасович[50]
- 04.1994—08.1996: полковник Цицюрський Микола Миколайович
- 1996—1998: полковник Педченко Григорій Миколайович
- 1998—2002: генерал-майор Безлущенко Сергій Іванович
- 2002—2005: полковник Сирський Олександр Станіславович
- 2005—2007: полковник Хомчак Руслан Борисович
- 2007—2015: полковник Грищенко Андрій Миколайович
- 2015—2017: полковник Соколов Андрій Васильович[51]
- 11.2017—05.2019: полковник Татусь Руслан Вадимович[52]
- 05.2019—08.2021: полковник Богомолов Артем Євгенович[53]
- 08.2021—9.08.2022: полковник Вдовиченко Олександр Петрович
- 09.08.2022—23.09.2024: полковник Віннік Іван Іванович[54][55]
- 24.09.2024—06.2025: полковник Охріменко Олександр Петрович[56][57]
- 27.06.2025—дотепер: підполковник Рейтор Роман Володимирович [57]

Начальники штабу
- 2000—2002: полковник Сирський Олександр Станіславович
- 2014—2015: підполковник Гараз Іван Вікторович[58][59]

## Втрати
Станом на 1 лютого 2021 року, за даними Книги Пам'яті, загинуло 163 військовослужбовців бригади.
Всього упродовж 2014—2021 років зі складу 72-ї окремої механізованої бригади ім. Чорних Запорожців загинуло 169 воїнів.

## Традиції

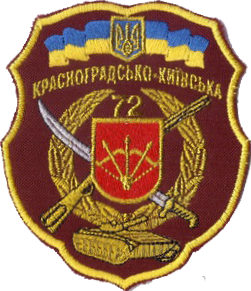
Бригадний нарукавний знак (до 2019).

Власна символіка з'явилася в дивізії ще в другій половині 1990-х років. Восени 1996-го начальник групи соціально-психологічного відділення 229-го механізованого полку 72-ї механізованої дивізії майор В. Пекний розробив систему нарукавних емблем управління та частин цього з'єднання. Емблеми частин являли собою щит єдиної форми та розмірів, розділений по горизонталі на дві половини. У верхній половині щита містилася символіка дивізії: лук з трьома стрілами з міського герба Білої Церкви на тлі фортечної стіни і сонця, що сходить. Нижня половина щита призначалася для символіки конкретного полку чи окремого батальйону.
Бригада має марш: «Хоробрі хлопці, відважне військо!»
До 2017 року мала почесне найменування «Красноградсько-Київської».
23 серпня 2017 року, з метою відновлення історичних традицій національного війська щодо назв військових частин, зважаючи на зразкове виконання поставлених завдань, високі показники в бойовій підготовці та з нагоди 26-ї річниці незалежності України, указом Президента України Петра Порошенка бригаду названо на честь Чорних запорожців. 24 серпня 2017 року, на параді до Дня незалежності України, Президент України Петро Порошенко вручив бригаді бойове знамено.
7 березня 2019 року начальник Генерального штабу ЗСУ Віктор Муженко затвердив нову символіку бригади. Нарукавний знак складається з двох елементів: нарукавної емблеми та девізної стрічки. Емблема містить британський геральдичний щит червоного кольору, колір щита символізує належність до пункту постійної дислокації — Білої Церкви, колір емблеми якої також червоний. В основі щита — зображення чорного трикутника, що поєднує кути щита, який символізує чорний головний убір — шлик бійця кінного полку Чорних Запорожців. У центрі щита — зображення «Адамової Голови», що містився на зворотній стороні знамена Чорних Запорожців. Девізна стрічка являє собою посередині вигнуту вгору фігурну стрічку з девізом кінного полку Чорних Запорожців «Україна або смерть».
У грудні 2019 року бригада отримала персональний Почесний прапор (корогву) за мотивами історичної символіки кінного полку Чорних запорожців. На почесному стязі 72 бригади також зображено Адамову голову — на лицевій стороні та гасло — на зворотній, до якого додано фігуру срібного тризуба з нарукавного знака армії Української Народної Республiки та сучасних Збройних Сил України.
6 травня 2022 року бригада була відзначена почесною відзнакою «За мужність та відвагу».

## Вшанування
- 28 липня 2022 року у місті Біла Церква Київської області частину Олександрійського бульвару перейменували на вулицю Героїв 72-ї бригади, а також частину вулиці Леваневського на вулицю Чорних Запорожців.[76]
- 6 травня 2022 року Броварська міська рада перейменувала вулицю та провулок Короленка на вулицю та провулок Чорних Запорожців у місті Бровари на честь воїнів 72-ї бригади.[77]

## Галерея

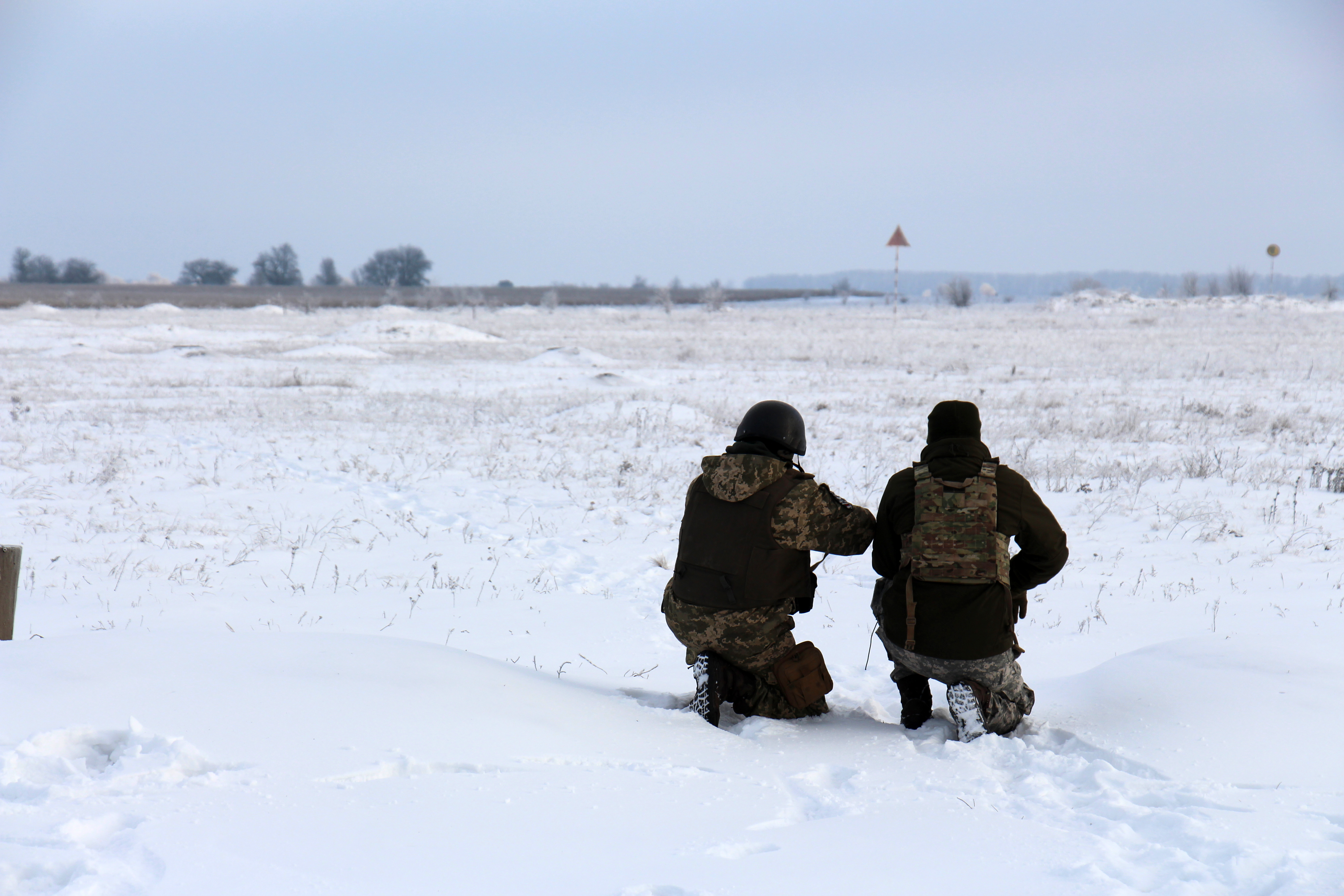
Військовослужбовці на навчаннях, січень 2018
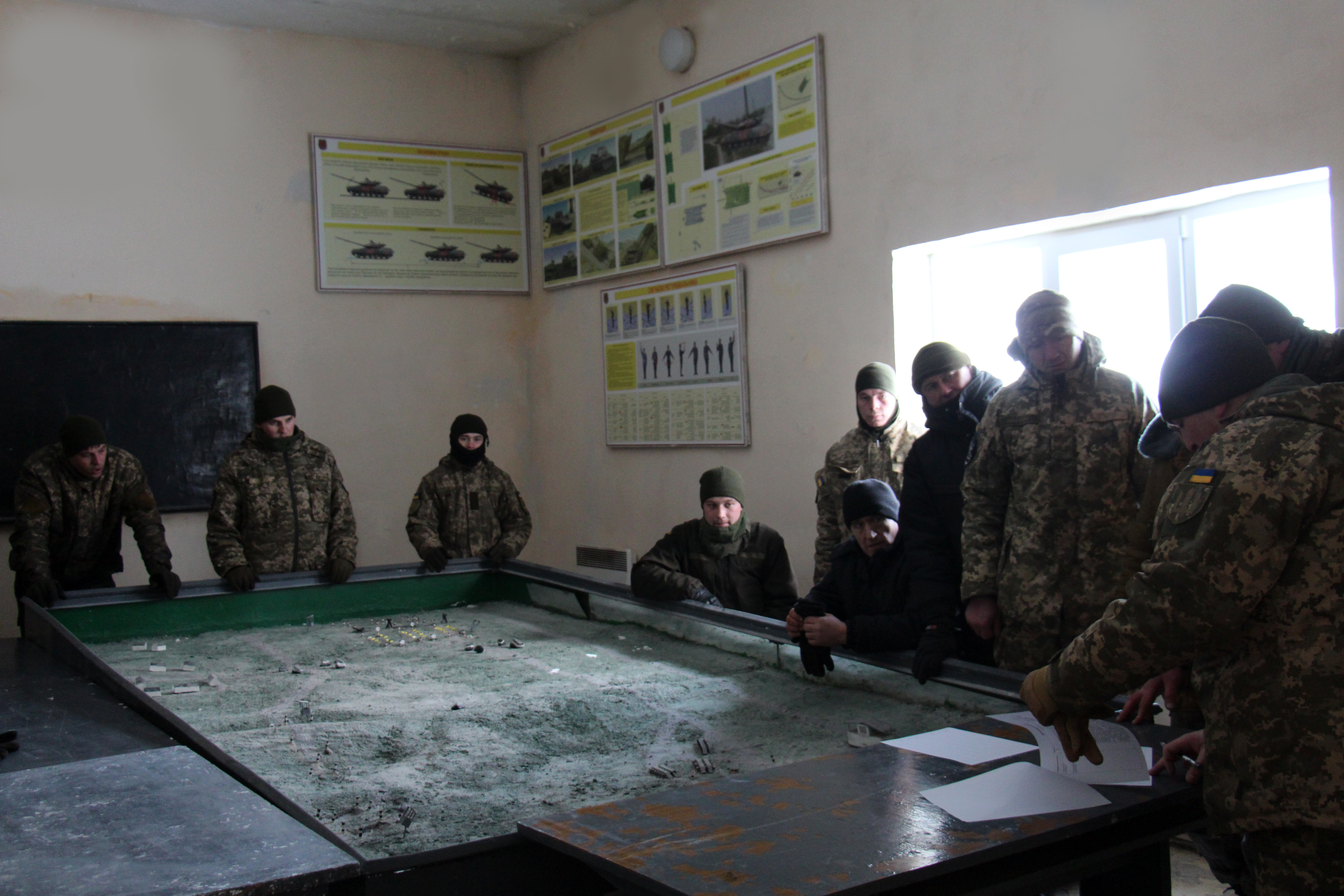
Офіцери на навчаннях, січень 2018
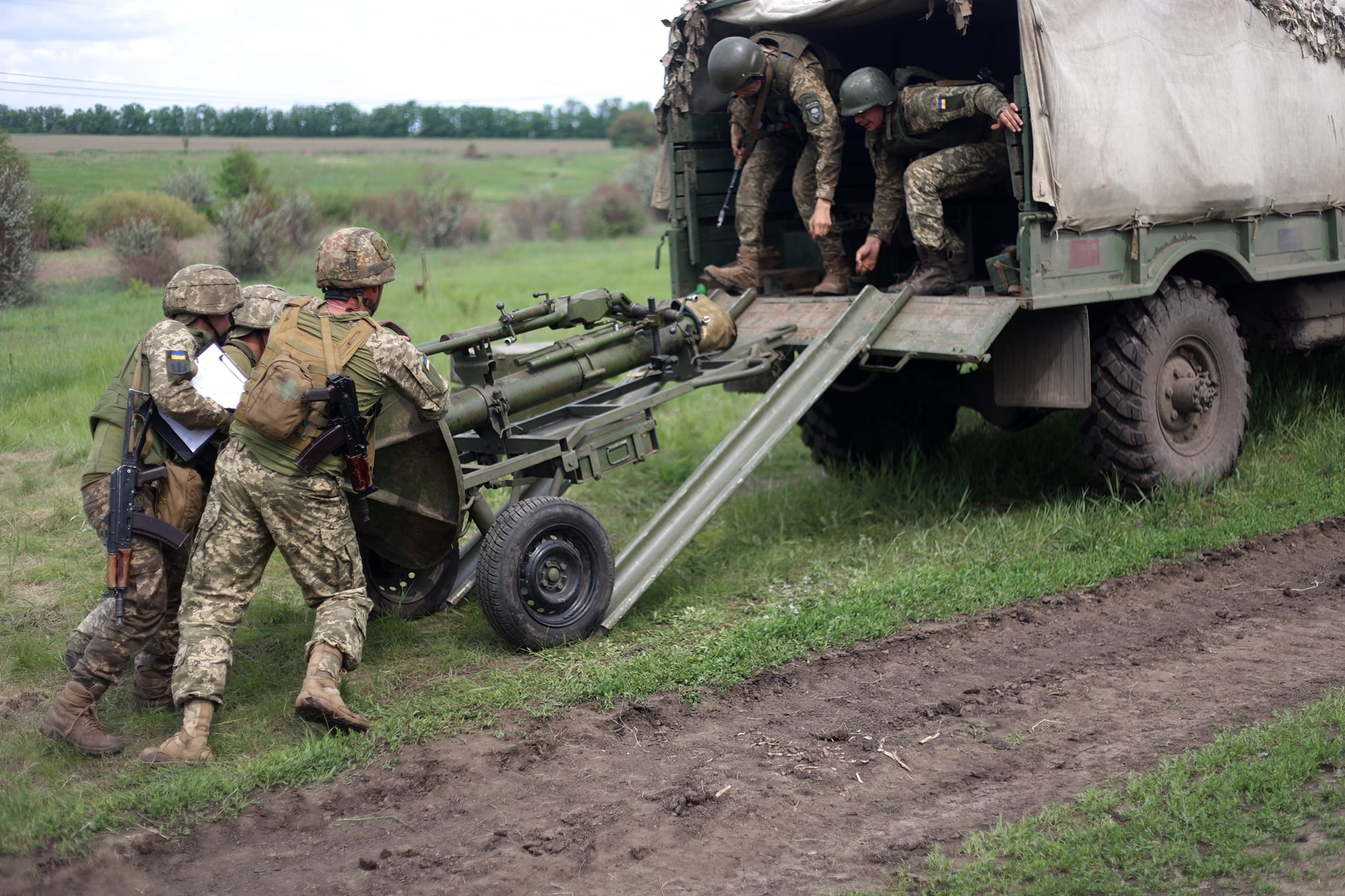
Тренування з М120-15, травень 2021
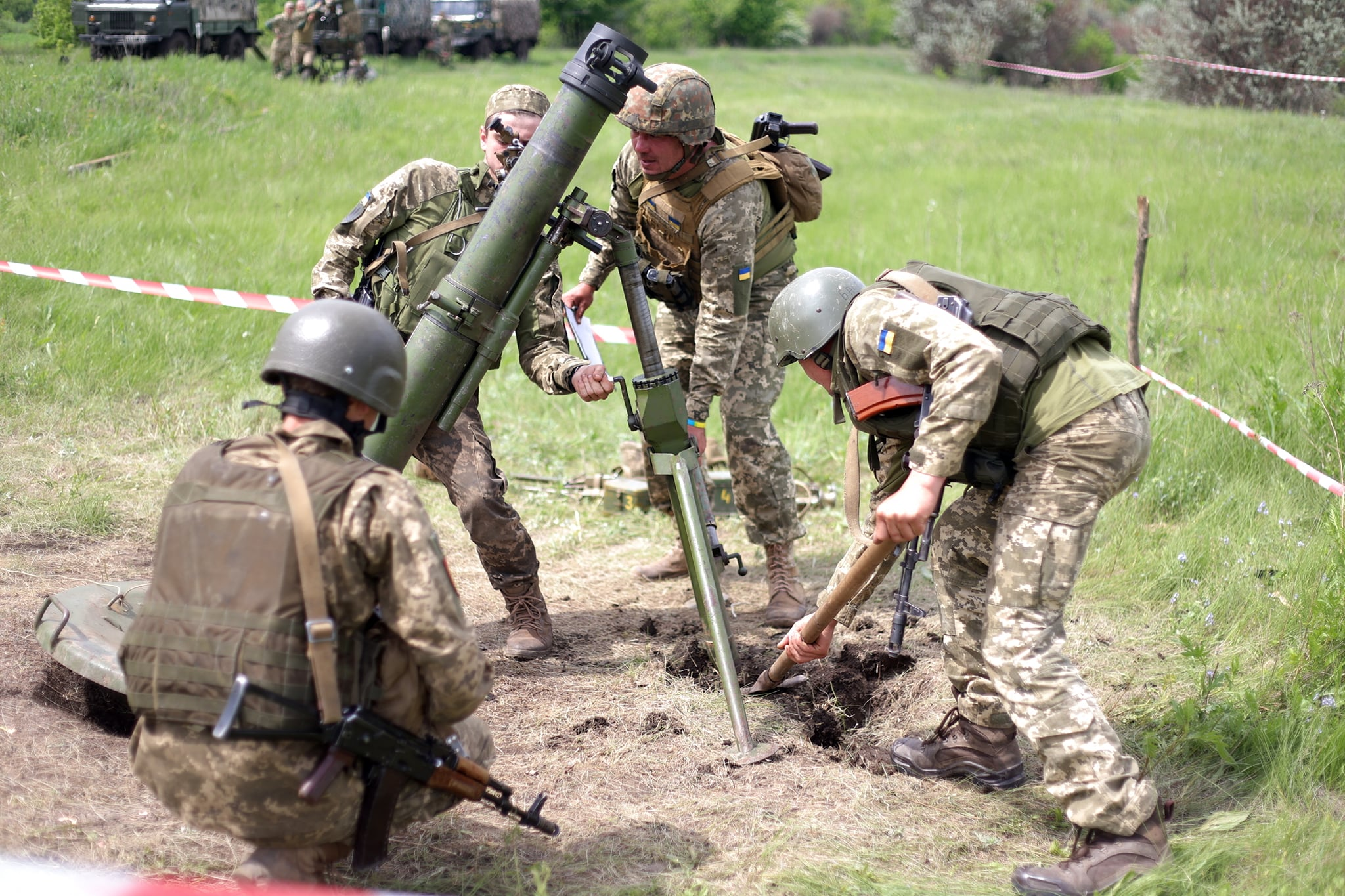
Тренування з М120-15, травень 2021
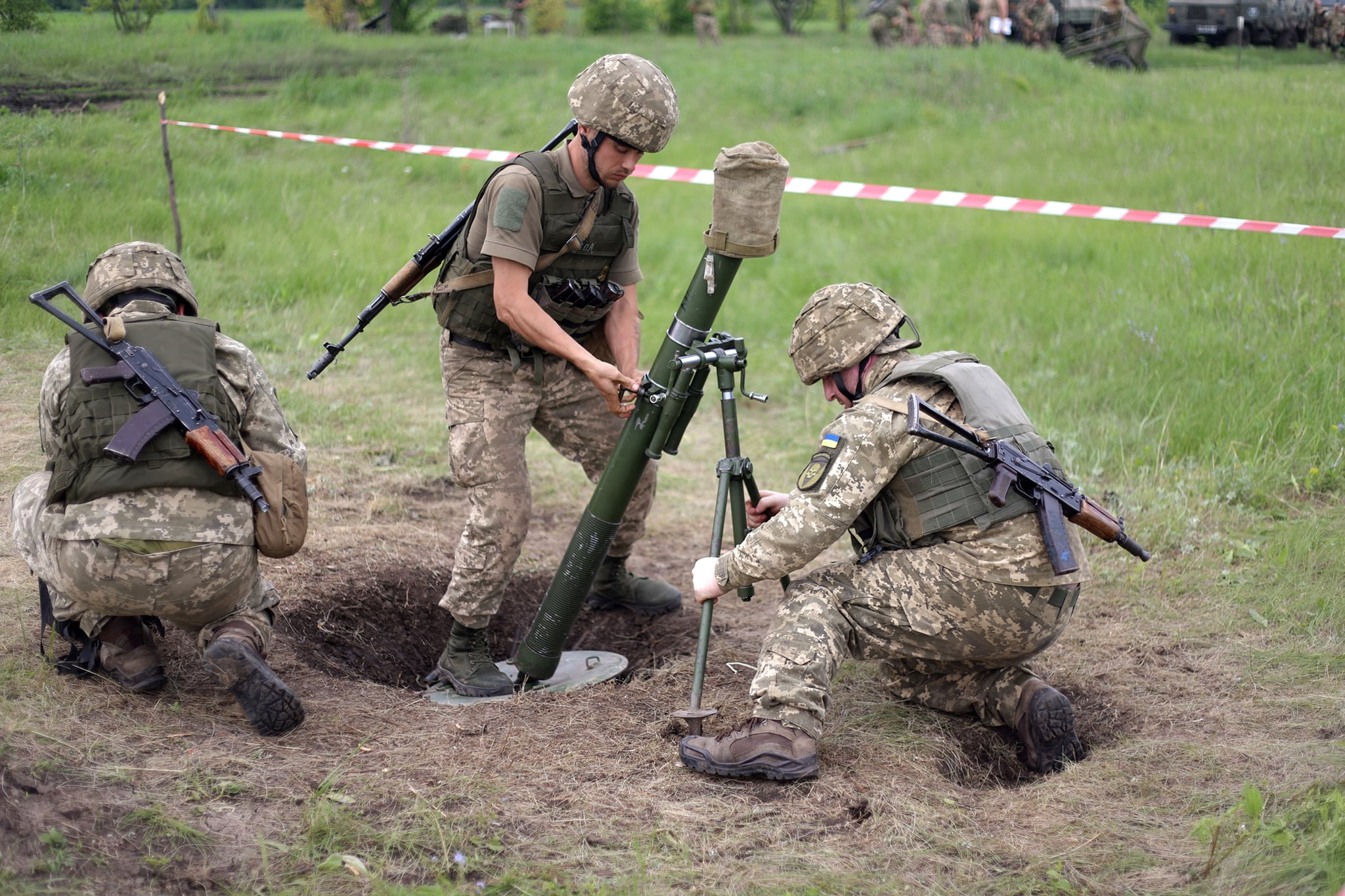
Тренування з УПІК-82, травень 2021